# Кувахара, Ясуюки
Ясуюки Кувахара (яп. 桑原 楽之 Кувахара Ясуюки, 22 декабря 1942, Хиросима — 1 марта 2017, Хиросима) — японский футболист, игрок национальной сборной.

## Спортивная карьера
После окончания Университета Чуо в 1965 г. начал выступления на позиции нападающего за клуб «Тоё Индастрис», в котором провел всю свою футбольную карьеру. В его составе стал 5-кратным чемпионом Японии (1965, 1966, 1967, 1968 и 1970), также выигрывал Кубок Императора (1965, 1967 и 1969). Завершил карьеру в 1972 г. В национальном чемпионате провел 94 игры и забил 53 гола.
На международном уровне дебютировал на Азиатских играх в Бангкоке (1966) в игре против сборной Малайзии.
В составе национальной сборной Японии завоевал бронзовые медали летних Олимпийских игр в Мехико (1968). За сборную провел 12 игр и забил 5 голов.
В 2018 г. был введен в Зал славы японского футбола.

## Статистика за сборную
| Сборная Японии | Сборная Японии | Сборная Японии |
| Год            | Матчи          | Голы           |
| -------------- | -------------- | -------------- |
| 1966           | 4              | 2              |
| 1967           | 1              | 1              |
| 1968           | 2              | 1              |
| 1969           | 4              | 1              |
| 1970           | 1              | 0              |
| Итого          | 12             | 5              |